# Valeri Briússov
Valeri Iàkovlevitx Briússov (rus: Вале́рий Я́ковлевич Брю́сов ( ? i  escolteu-ne la pronunciació en rus) nascut a Moscou el 13 de desembre de 1873 i mort a la mateixa ciutat el 9 d'octubre de 1924) va ser un poeta, dramaturg, traductor, crític literari i historiador rus. Va ser un dels principals membres del simbolisme rus.

## Biografia
Valeri Briússov va néixer el 13 desembre 1873 (registrat com l'1 de desembre, segons el vell calendari julià) en el si de la família d'un comerciant de Moscou. Els seus pares tingueren poc a veure amb la seva criança, i de nen Briússov va quedar en gran part a si mateix. Va passar molt temps llegint «tot el que va caure a [els seus] mans», incloent les obres de Charles Darwin i Jules Verne, així com diversos assaigs materialistes i científics. El futur poeta va rebre una excel·lent educació, i estudià en gymnasiums de Moscou entre 1885 i 1893.
Briússov va començar la seva carrera literària a principis de 1890 quan encara era un estudiant a la Universitat Estatal de Moscou amb les seves traduccions de poesia dels simbolistes francesos (Paul Verlaine, Maurice Maeterlinck i Stéphane Mallarmé) així com d'Edgar Allan Poe. Briússov també va començar a publicar els seus propis poemes, que estaven molt influenciats pels moviments decadentistes i simbolistes de la seva Europa contemporània.
En aquest moment, el simbolisme rus encara era principalment un conjunt de teories i tenia pocs practicants notables. Per tant, per tal de representar el simbolisme com a moviment de formidable seguiment, Briússov va adoptar nombrosos pseudònims, i va publicar tres volums dels seus propi versos, titulats Simbolistes russos. Una antologia (1894-1895). La mistificació de Briússov va tenir èxit - diversos poetes joves se sentiren atrets pel simbolisme com l'última moda a les lletres russes.
Amb l'aparició de Tertia Vigília el 1900, va arribar a ser venerat per altres simbolistes com una autoritat en matèria d'art. El 1904 es va convertir en l'editor de la influent revista literària Vessy (El balanç), que va consolidar la seva posició en el món de la literatura russa. Les obres de maduresa de Briússov foren notables per la seva celebració dels plaers sensuals, així com pel seu domini d'una àmplia gamma de formes poètiques, des de l'acròstic al carmen figuratum.
Pels volts de la dècada del 1910, la poesia de Briússov havia començat a semblar freda i tensa a molts dels seus contemporanis. Com a resultat, la seva reputació va declinar gradualment, i amb això, la seva influència en el món literari rus. Es va oposar fermament als esforços de Gueorgui Txulkov i Viatxeslav Ivànov per moure el simbolisme en la direcció de l'anarquisme místic.

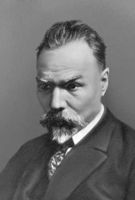
El poeta en els seus últims anys.

Tot i que molts dels seus col·legues simbolistes van fugir de Rússia després de la Revolució russa de 1917, Briússov hi va romandre fins a la seva mort. Va donar suport al govern bolxevic i va rebre un càrrec en el Ministeri de Cultura del nou Estat soviètic.
Briússov va morir el 9 d'octubre del 1924 al seu apartament de Moscou, a causa d'una pneumònia (probablement la seva mort es va accelerar a causa de la seva llarga addicció a les drogues (primer a la morfina, i després de la revolució, a l'heroïna). El poeta va ser enterrat al Cementiri de Novodévitxi de la capital russa.

De les seves activitats en aquest moment, Clarence Brown escriu:

La revisió de Briússov [del "Segon Llibre" d'Óssip Mandelxtam', el 1923] no és tant una crítica, sinó una subtil donos, un acte de delació política. Quan es té en compte el seu do infinitament superior com a poeta, Briússov és una personalitat encara més desagradable que Serguei Gorodetski. La seva abraçada del bolxevisme i el nou ordre de les coses era més fervorosa, de molt, que la de Maiakovski, el llorejat poeta no oficial de la Revolució, i la seva personalitat incomparablement més tortuosa. ... inventa el nom de 'Neo-Acmeista' per a 'certs cercles "(no hi ha més especificacions) per als quals Mandelxtam s'havia fet "extremadament famós", i el designa com el seu mestre... Ningú que no tingui accés a una gran biblioteca de recerca en l'actualitat podria descobrir la identitat d'aquestes persones completament desconegudes, els deixebles de Mandelxtam.' Segons Nadejda Iàkovlevna, tanmateix, eren la gent més compromesa que se li va ocórrer.' Calia entendre que Mandelxtam no era un antagonista aïllat de la "nova realitat" - es va posar al capdavant d'un esforç concertat. El que Gumiliov [que havia estat executat per la seva presumpta participació en un complot antisoviètic el 1921] havia estat, Mandelxtam ho era ara.

## Briússov en diversos gèneres literaris

### Prosa
Les obres en prosa més famoses de Briússov són les novel·les històriques L'altar de la victòria (que descriu la vida a l'antiga Roma) i L'àngel de foc (que descriu el clima psicològic de l'Alemanya del segle XVI). L'última novel·la explica la història d'un acadèmic i els seus intents de guanyar-se l'amor d'una jove la integritat espiritual de la qual es veu seriosament soscavada per la seva participació en pràctiques ocultes i els seus tractes amb forces impures. Va servir com a base per a l'òpera de Serguei Prokófiev, L'àngel de foc (1919).
Briússov també va escriure obres fantàstiques com la novel·la La insurrecció dels automòbils (1908), La première interplanetària i la distopia La república de la Creu del Sud (1904 - 1905).
Briússov va evocar més d'un cop, en les seves obres, el tema del món antic. Així, les seves primeres experiències en prosa (que descrivien principalment l'Antiga Roma) van ser escrites quan encara estava a la universitat, tot i que també va escriure obres sobre l'Antiga Roma a una edat més avançada, com ara la novel·la Rhea Silvia.

### Feina com a traductor
Com a traductor, Briússov ser el primer a fer les obres del poeta belga Émile Verhaeren accessibles als lectors russos i va ser un dels principals traductors de la poesia de Paul Verlaine. Les seves traduccions més famoses són les d'Edgar Allan Poe, Romain Rolland, Maurice Maeterlinck, Victor Hugo, Jean Racine, Ausoni, Molière, Byron i Oscar Wilde. Briússov també va traduir el Faust de Johann Goethe i l'Eneida de Virgili. Durant els anys 1910, Briússov es va interessar en particular a traduir poesia armènia.
A més, Briússov va ser un teòric de la traducció i algunes de les seves idees són encara d'actualitat.

### Crític literari i historiador de la literatura
Valeri Briússov es va convertir en crític literari a 1893, quan va reagrupar els seus primers poemes per a la seva primera recopilació, Els simbolistes russos. La seva primera recopilació completa de crítiques va ser Els llunyans i els propers.
En les seves crítiques, Briússov no només va descobrir la teoria del simbolisme, sinó que també va descobrir les enunciacions sobre la dependència de la forma del contingut en la literatura. Briússov estimava que es podia i s'havia d'aprendre la poesia perquè permet desenvolupar l'educació de forma important.
Briússov va tractar amb simpatia l'obra dels poetes proletaris, com en els seus articles "La poesia russa d'ahir, avui i demà" o "Síntesi de la poesia". Els treballs més cèlebres de Briússov com a crític literari van estar consagrats a la biografia i l'obra d'Aleksandr Puixkin (els treballs sobre els poemes de Puixkin, "Cartes de Puixkin i a Puixkin", "Puixkin a Crimea", "Les relacions de Puixkin amb l'Estat", "Els versos de Puixkin al Liceu"). Briússov va redactar alguns articles dedicats al gran poeta rus. Igualment, Briússov estudiar l'obra de Nikolai Gógol, Ievgueni Baratinski, Fiódor Tiúttxev i Aleksei Nikolàievitx Tolstoi.
Briusov va ser també redactor. Sota la seva direcció, es van publicar algunes obres de Caroline Pàvlov i les edicions completes d'Aleksandr Puixkin.

## Briússov i la filatèlia

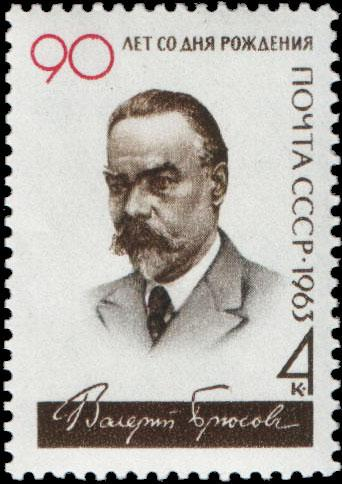
Segell postal soviètic de la sèrie "els escriptors de la nostra pàtria", dedicat a Valeri Briússov, 1963, 4 kopecks (ЦФА 2811, Скотт 2788

Briússov fou col·leccionista de segells i es va especialitzar en els segells de les colònies dels governs europeus. Va ser membre de la Societat russa de filatelistes i membre honorari del Consell de redacció de la revista El filatelista soviètic.

## Traduccions al català
- Poesia russa contemporània. Barcelona: Edicions 62, MOLU, 1991. Traducció a càrrec de Jacint Boboas. Edició a cura de Ricard San Vicente. ISBN 8429731954